# Amphoe Nong Bun Mak
Amphoe Nong Bun Mak (Thai: อำเภอ หนองบุญมาก) ist ein Landkreis (Amphoe – Verwaltungs-Distrikt) in der Provinz Nakhon Ratchasima. Die Provinz Nakhon Ratchasima liegt in der Nordostregion von Thailand, dem so genannten Isan. 

## Geographie
Amphoe Nong Bun Mak grenzt an die folgenden Landkreise (von Osten im Uhrzeigersinn): an Amphoe Nong Ki der Provinz Buriram, sowie an die Amphoe Khon Buri, Chok Chai und Chakkarat in der Provinz Nakhon Ratchasima.

## Geschichte
Am 1. Juli 1983 wurde ein „Zweigkreis“ (King Amphoe) namens Nong Bunnak eingerichtet, indem die drei Tambon Nong Bunnak, Saraphi und Thai Charoen vom Amphoe Chok Chai abgetrennt worden waren.
Am 5. Mai 1989 wurde er offiziell zum Amphoe heraufgestuft. Im Jahr 2003 wurde der Landkreis Non Bunnak in Nong Bun Mak umbenannt.

## Verwaltung

### Provinzverwaltung
Der Landkreis Nong Bun Mak ist in neun Tambon („Unterbezirke“ oder „Gemeinden“) eingeteilt, die sich weiter in 103 Muban („Dörfer“) unterteilen.
| Nr. | Name          | Thai      | Muban | Einw.  |
| --- | ------------- | --------- | ----- | ------ |
| 1.  | Nong Bunnak   | หนองบุนนาก | 17    | 10.387 |
| 2.  | Saraphi       | สารภี      | 15    | 09.490 |
| 3.  | Thai Charoen  | ไทยเจริญ   | 08    | 03.076 |
| 4.  | Nong Hua Raet | หนองหัวแรต | 14    | 08.912 |
| 5.  | Laem Thong    | แหลมทอง   | 10    | 06.034 |
| 6.  | Nong Takai    | หนองตะไก้  | 12    | 08.668 |
| 7.  | Lung Khwao    | ลุงเขว้า    | 09    | 04.614 |
| 8.  | Nong Mai Phai | หนองไม้ไผ่  | 09    | 03.951 |
| 9.  | Ban Mai       | บ้านใหม่    | 09    | 05.042 |

### Lokalverwaltung
Es gibt zwei Kommunen mit „Kleinstadt“-Status (Thesaban Tambon) im Landkreis:
- Nong Hua Raet (Thai: เทศบาล ตำบลหนองหัวแรต), bestehend aus dem gesamten Tambon Nong Hua Raet.
- Laem Thong (Thai: เทศบาล ตำบลแหลมทอง), bestehend aus dem gesamten Tambon Laem Thong.

Außerdem gibt es sieben „Tambon-Verwaltungsorganisationen“ (องค์การบริหารส่วนตำบล – Tambon Administrative Organizations, TAO):
- Nong Bunnak (Thai: องค์การบริหารส่วนตำบลหนองบุนนาก)
- Saraphi (Thai: องค์การบริหารส่วนตำบลสารภี)
- Thai Charoen (Thai: องค์การบริหารส่วนตำบลไทยเจริญ)
- Nong Takai (Thai: องค์การบริหารส่วนตำบลหนองตะไก้)
- Lung Khwao (Thai: องค์การบริหารส่วนตำบลลุงเขว้า)
- Nong Mai Phai (Thai: องค์การบริหารส่วนตำบลหนองไม้ไผ่)
- Ban Mai (Thai: องค์การบริหารส่วนตำบลบ้านใหม่)